# ISS-Expeditie 48
ISS-Expeditie 48 was de achtenveertigste missie naar het Internationaal ruimtestation ISS. De missie begon 18 juni 2016 met het vertrek van de Sojoez TMA-19M van het ISS terug naar de Aarde en eindigde op 6 september 2016, toen de Sojoez TMA-20M terugkeerde naar de Aarde.

## Bemanning
| Positie           | Eerste deel (juni 2016)                | Tweede deel (juli 2016 t/m september 2016) |                                        |
| ----------------- | -------------------------------------- | ------------------------------------------ | -------------------------------------- |
| Bevelhebber       | Jeffrey Williams, NASA 4e ruimtevlucht | Jeffrey Williams, NASA 4e ruimtevlucht     | Jeffrey Williams, NASA 4e ruimtevlucht |
| Flight Engineer 1 | Aleksej Ovtsjinin, RSA 1e ruimtevlucht | Aleksej Ovtsjinin, RSA 1e ruimtevlucht     | Aleksej Ovtsjinin, RSA 1e ruimtevlucht |
| Flight Engineer 2 | Oleg Skripotsjka, RSA 2e ruimtevlucht  | Oleg Skripotsjka, RSA 2e ruimtevlucht      | Oleg Skripotsjka, RSA 2e ruimtevlucht  |
| Flight Engineer 3 |                                        | Kathleen Rubins, NASA 1e ruimtevlucht      |                                        |
| Flight Engineer 4 |                                        | Anatoli Ivanisjin, RSA 2e ruimtevlucht     |                                        |
| Flight Engineer 5 |                                        | Takuya Onishi, JAXA 1e ruimtevlucht        |                                        |